# Pohranice
Pohranice (em húngaro: Pográny) é um município da Eslováquia, situado no distrito de Nitra, na região de Nitra. Tem 12,09 km² de área e sua população em 2018 foi estimada em 1.076 habitantes.

## Demografia
| Ano:        | 1994 | 2004   | 2014   | 2024   |
| ----------- | ---- | ------ | ------ | ------ |
| Broj ljudi: | 1083 | 1069   | 1077   | 1103   |
| Razlika:    |      | -1,29% | +0,74% | +2,41% |

| Ano:               | 2023 | 2024   |
| ------------------ | ---- | ------ |
| Número de pessoas: | 1094 | 1103   |
| Diferença:         |      | +0,82% |